# Lent cilíndrica

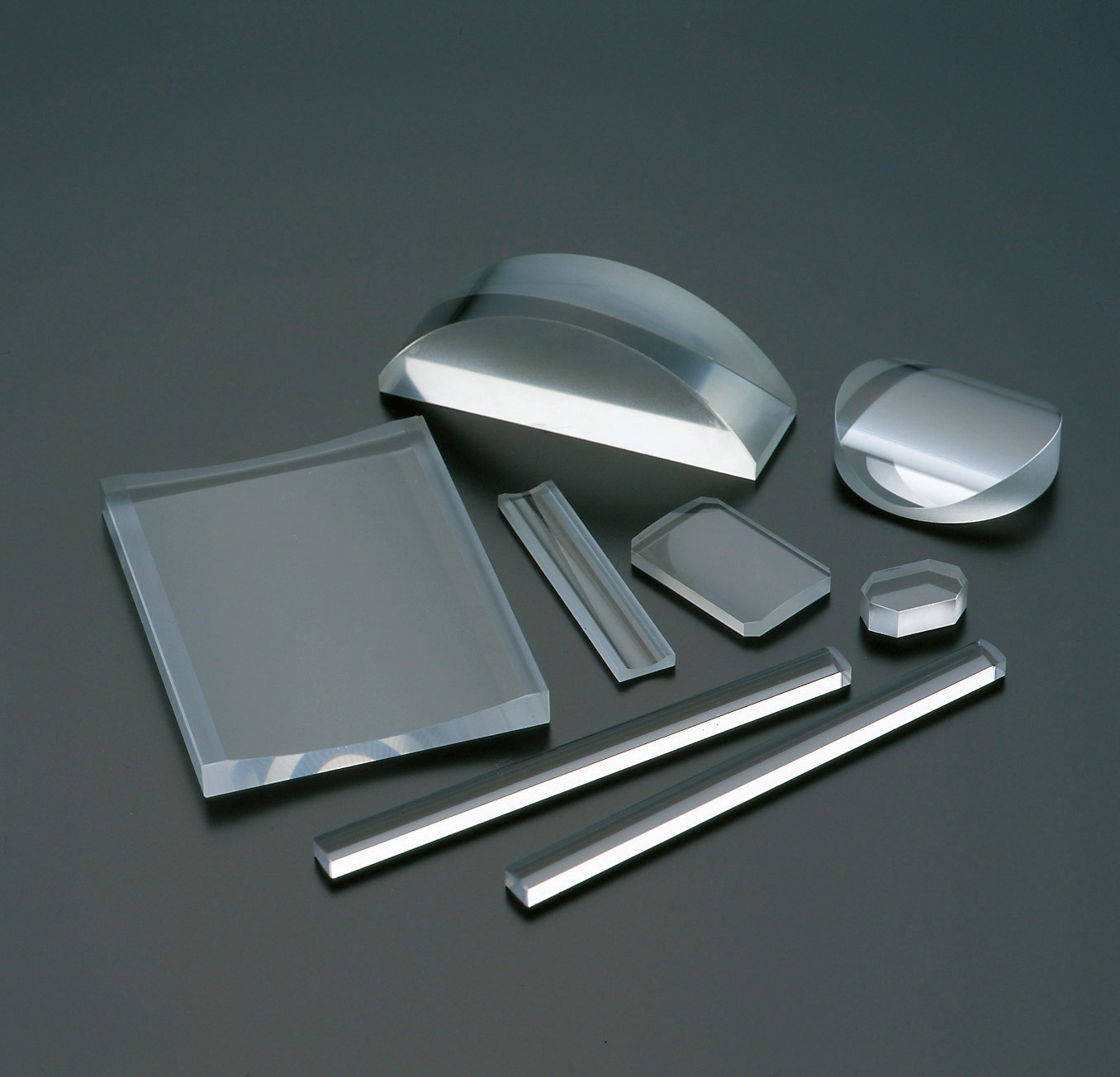
Assortiment de lents cilíndriques

Una  lent cilíndrica  és un tipus de tallat de lent que té un perfil cilíndric per una o dues de les seves cares. S'empra en el tractament ocular de l'astigmatisme.

## Característiques
Es tracta d'una lent tallada amb dues superfícies cilíndriques donades per dos radis de curvatura. Per regla general, són les que tenen una superfície plana (radi de curvatura infinit) i una altra cilíndrica. La imatge paraxial d'un punt és una línia de tal manera que la potència d'una lent cilíndrica és:
{\displaystyle P=(n-1)\left({\frac {1}{R_{1}}}-{\frac {1}{R_{2}}}\right)}
On n és l'índex de refracció del material de la lent, i R1 i R₂ són els radis de curvatura de les dues cares. La imatge que produeixen aquestes lents cilíndriques són deformades, depenent d'on es trobi l'eix del cilindre.

## Usos
Aquest tipus de lents s'empra en el tractament de l'astigmatisme (lents esferocilíndriques). Tenen dos meridians (eixos de tall) perpendiculars: el meridià paral·lel a l'eix del cilindre és una recta (longitudinal) i té una potència refractiva nul·la, mentre que el perpendicular és una circumferència i té acció refractiva. Tota representació d'un punt es representa mitjançant una línia. S'empra en alguns díodes làser.